# Friedrich Flick

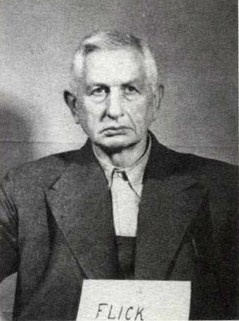
Friedrich Flick während der Nürnberger Prozesse

Friedrich Flick (* 10. Juli 1883 in Ernsdorf, heute zu Kreuztal; † 20. Juli 1972 in Konstanz) war ein deutscher Unternehmer. Zur Zeit des Zweiten Weltkrieges hielt sein Flick-Konzern umfangreiche Unternehmensbeteiligungen, besonders im Rüstungsbereich. Im Flick-Prozess wurde er als Kriegsverbrecher zu sieben Jahren Haft verurteilt. In der Nachkriegszeit begann sein Wiederaufstieg, wobei er zu einem der reichsten Männer der Bundesrepublik Deutschland wurde.
Seine Söhne waren Otto-Ernst Flick, Rudolf Flick (1919–1941) und Friedrich Karl Flick. Der zweitgeborene Sohn Rudolf kam als Soldat am 28. Juni 1941, sechs Tage nach Beginn des Krieges gegen die Sowjetunion, ums Leben.

## Leben

### Bis zum Ersten Weltkrieg

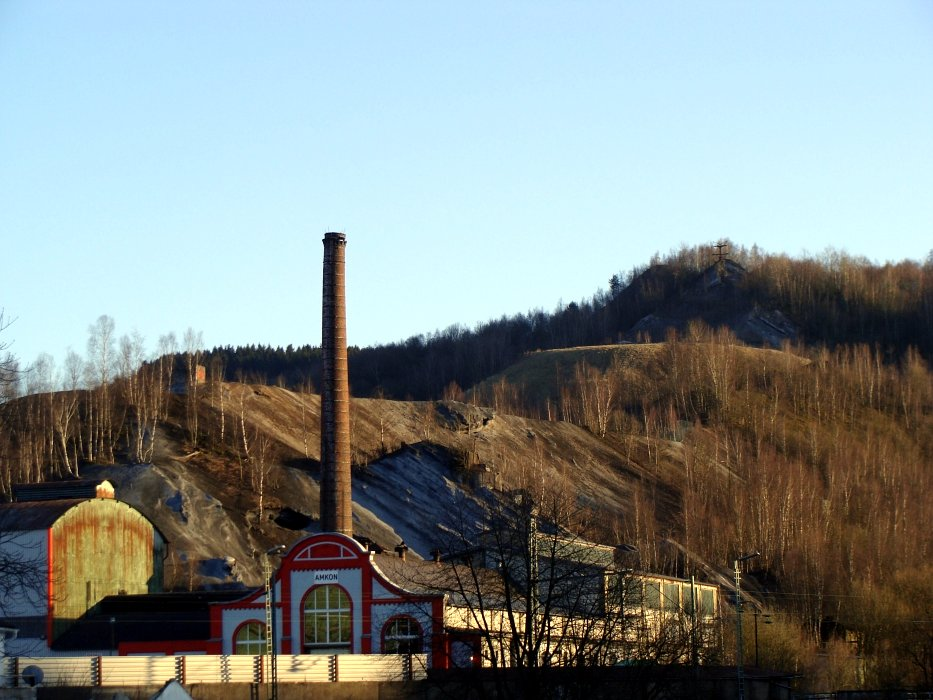
Die Charlottenhütte in Niederschelden, 2008

Friedrich Flick kam am 10. Juli 1883 als Sohn eines Landwirts und finanziell abgesicherten Grubenholzhändlers, der auch einige Anteile an Siegerländer Erzgruben hielt, in Ernsdorf (heute Ortsteil von Kreuztal, Kreis Siegen-Wittgenstein) zur Welt.
Flick besuchte das Realgymnasium (das heutige Gymnasium „Am Löhrtor“) in Siegen, absolvierte eine Lehre zum Kaufmann bei der Bremerhütte im heutigen Siegener Stadtteil Geisweid, leistete seinen Wehrdienst ab und begann ein Studium an der Handelshochschule Köln. Seit seiner Jugend las Flick eifrig Unternehmensbilanzen. Flick war einer der ersten Studenten, die nicht nur ein Betriebswirtschaftsstudium, sondern auch ein Studium der Volkswirtschaft absolvierten. Einer seiner Lehrer war dort Eugen Schmalenbach, der Entwickler der dynamischen Bilanztheorie. Seine erste Anstellung bekam er, nachdem er 1906 seinen Abschluss als Diplom-Kaufmann erhalten hatte, wieder bei der Bremer Hütte. Zum 1. Juli 1913 wechselte er dann in den Vorstand der Eisenindustrie zu Menden und Schwerte in Schwerte/Ruhr, einem kombinierten Werk mit Stahlerzeugung und Weiterverarbeitung. Bereits zum 31. März 1915 verließ er das Unternehmen auf eigenen Wunsch.
Sein Aufstieg begann 1915 als Vorstandsmitglied bei der Charlottenhütte in Niederschelden, in die er sich mit der Zeit einkaufte. Dies finanzierte er durch Gewinne an Betrieben, die er überteuert als Vorstandsmitglied kaufte, nachdem er sich zuvor an ihnen beteiligt hatte, oder indem er privat Schrott aufkaufte und an seine eigene Firma weiterverkaufte. Im Ersten Weltkrieg mit seinem Rüstungsboom führte er den Betrieb zu großen wirtschaftlichen Erfolgen und wurde schließlich 1919 sein Generaldirektor.

### Weimarer Republik
Der Versuch, sich einen Stand im Ruhrgebiet zu verschaffen, scheiterte zunächst an den dortigen Industriemagnaten. Allerdings konnte Flick verhindern, dass sich diese ihrerseits im Siegerland etablierten. Über Betriebsaufkäufe in Oberschlesien und Mitteldeutschland, die er mit dank der hohen Inflation günstigen Kredite finanzierte, baute er sein Unternehmen aus. Insbesondere im an Polen abgetretenen Ostoberschlesien konnte er Betriebe sehr günstig von den deutschen Alteigentümern aufkaufen, welche eine entschädigungslose Enteignung durch den polnischen Staat fürchteten. Hierzu gründete er in den neutralen Niederlanden drei verschachtelte Holdinggesellschaften („Metafina“, „Nedehand“ und „Commerce“) mit teilweise US-amerikanischer Kapitalbeteiligung zur Absicherung gegen Enteignungsrisiken. Mithilfe dieser Gesellschaften erwarb er die Kattowitzer AG für Bergbau und Eisenhüttenbetrieb und die Vereinigte Königs- und Laurahütte und weitere Unternehmen. Beigetragen zur Übernahme dieser Unternehmen hatte auch die verdeckte Vergabe von zinsgünstigen Krediten durch einen Sonderfonds des deutschen Außenministeriums. Ziel der deutschen Außenpolitik in den 1920er Jahren war die Rückgewinnung Ostoberschlesiens. Daher sollten die großen Industriebetriebe in deutschem Besitz verbleiben und nicht in polnischen Besitz übergehen. Aus Gründen der Vermögenssicherung und Risikominimierung wollten die meisten deutschen Großaktionäre dieser Gesellschaften, die Industriellenfamilien Henckel von Donnersmarck, von Schaffgotsch, von Giesche, von Ballestrem und von Tiele-Winckler ihre Anteile verkaufen. Flick machte sich diese außenpolitische Interessenkonstellation zunutze und war somit in der Lage, mit einem relativ geringen eigenen Kapitaleinsatz und unter Inkaufnahme von latenten Enteignungsrisiken große Vermögenswerte zu einem relativ günstigen Preis zu erwerben.
Als Friedrich Flick den Firmensitz im September 1923 nach Berlin verlegte, kaufte er in der Zeit der Inflation nicht wahllos Unternehmen auf, sondern baute zielstrebig das Kerngeschäft im Eisen- und Stahlgewerbe sowie in der Kohlebranche aus. Die Bismarckhütte, die Kattowitzer AG für Bergbau und der Eisenhüttenbetrieb, der wichtigste Kohleförderer der Region Oberschlesien, sowie die Oberschlesische Eisenindustrie AG waren weitere Meilensteine auf dem Weg zu einem der größten Stahlkonzerne Deutschlands. Das Engagement in Oberschlesien erwies sich jedoch als Fehlentscheidung, und Schulden häuften sich auf. In der Folge gerieten weitere Werke Flicks in erhebliche finanzielle Schwierigkeiten.
Im Tausch gegen die verschuldeten mitteldeutschen und oberschlesischen Werke erlangte Flick 1926 von Hugo Stinnes Anteile, die ihm schließlich zur Mehrheitsbeteiligung in der neuen Vereinigte Stahlwerke AG verhalfen. Die Charlottenhütte blieb als Holding in Flicks persönlichem Besitz und übernahm 1929 die Aktienmehrheit der Maxhütte. 1931 erfolgte der Konzernaufbau der Unternehmen Maxhütte und Mitteldeutsche Stahlwerke in der Holdinggesellschaft Charlottenhütte AG, und er trennte sich von den Vereinigten Stahlwerken. Infolge dieser Maßnahmen, der Weltwirtschaftskrise und der hohen Verschuldung drohte Flick nach dem rasanten Aufstieg die Zahlungsunfähigkeit:

“Had the great business depression of 1930 not interrupted his speculative sprint to power, Flick might have consolidated his position and replaced Fritz Thyssen as the dominant power in United Steel.”

Es gelang Flick, der Reichsregierung im Juli 1932 die Aktienmehrheit der Gelsenkirchener Bergwerks-AG, die die Mehrheit an den Vereinigten Stahlwerken hielt, zu einem mehr als dreifach überhöhten Verkehrswert zu verkaufen. Später erklärte Flick diesen sensationellen Verkauf mit dem Verweis darauf, dass die Reichsregierung habe verhindern wollen, dass er an die Franzosen verkaufe. Im Nürnberger Flick-Prozess sagte Flick jedoch über den Hintergrund der Affäre aus, er habe seit 1926 als geheimer Mittelsmann für das Deutsche Reich versucht, die Kontrolle über die oberschlesischen Bergbaugesellschaften aufrechtzuerhalten, die im Versailler Vertrag größtenteils an Polen gefallen waren. Daher, so folgerte George W. F. Hallgarten, sei Flicks Drohung mit dem Verkauf nach Frankreich eine Art politischer Erpressung gewesen.
Damit war Flick saniert. Dieses Geschäft, die Gelsenberg-Affäre, wurde in der Presse nicht nur wegen des Börsengeschäfts ein Skandal, sondern auch wegen der Wahlkampfspenden an Parteien im Spektrum von SPD bis NSDAP (wobei die bürgerlichen Parteien bevorzugt wurden). Sechsstellige Wahlkampfspenden erhielten Kurt von Schleicher (parteiloser Reichswehrminister ab 1. Juni 1932), Alfred Hugenberg (Medienunternehmer; DNVP) und Heinrich Brüning (Zentrumspartei, Reichskanzler bis 30. Mai 1932). Die Regierungsmitglieder des Kabinetts Brüning II erhielten zusammen 450.000 Reichsmark an Spenden für den Reichspräsidentenwahlkampf 1932 und ihren Kandidaten Paul von Hindenburg.
Ebenfalls 1932 wurde Flicks Privatsekretär Otto Steinbrinck Mitglied im Keppler-Kreis. Seit 1931 bestand ein, von Hitler persönlich genehmigtes, Abkommen zwischen der Flick-Gruppe und Heinrich Himmler alle Zahlungen an die SS direkt an die Reichsführung der SS zu leiten. Steinbrinck versuchte im Flick-Prozess zu leugnen, dass das Abkommen seit 1931 bestand und datierte es auf Ende 1932.
Flick nutzte sein Geld, um jede öffentliche Berichterstattung über sich zu vermeiden. Als der Journalist Karl Becker eine Materialsammlung über Flick anlegte, kaufte Flick Becker das Material ab und stattete ihn auf Jahre hinaus mit einer Rente aus.

### Nationalsozialismus

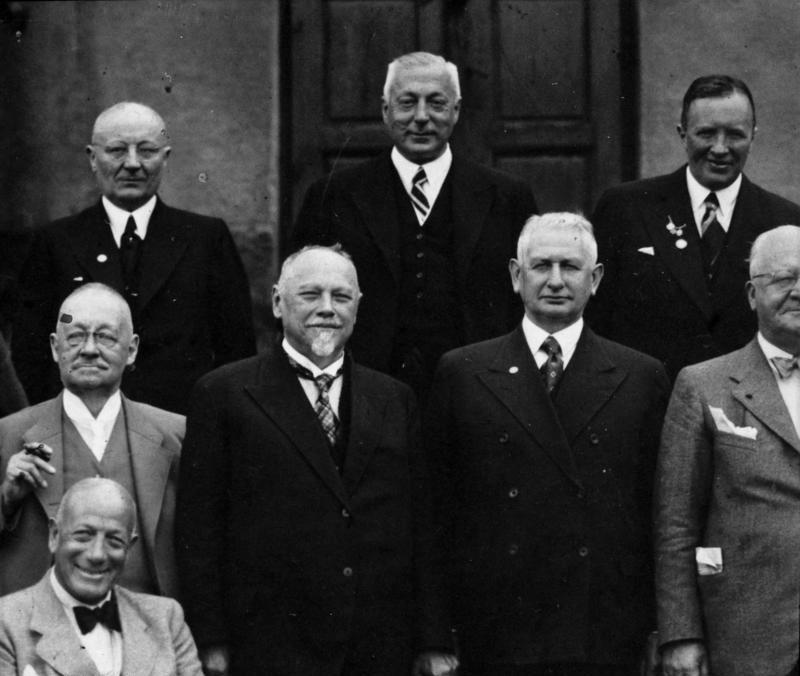
Friedrich Flick mit Mitgliedern des Vorstandes und des Aufsichtsrates der Maxhütte (16. Juni 1937). Obere Reihe von links: Hans Krugmann, Karl Raabe, Hermann Terberger; untere Reihe von links: Konsul Heinrich von Stein, Eugen Böhringer, Friedrich Flick, Carl Schneider (abgeschnitten); sitzend: Robert Röchling.

Flick drängte ab Frühjahr 1933 besonders resolut und hartnäckig in das Rüstungsgeschäft. Im Herbst 1933 startete er eine systematische Kampagne, bei der er mit Hans Posse vom Reichswirtschaftsministerium, Reichswehrminister Werner von Blomberg und Emil Leeb vom Heereswaffenamt zusammentraf und über seine Unternehmen referierte bzw. sich mit ihnen zur Besichtigung seiner Betriebe traf. Flick baute sogar Rüstungskapazitäten auf, welche noch gar nicht gebraucht wurden um die Militärs auf Auslastung zu drängen.
Der Erwerb der Essener Steinkohlenbergwerke bot nicht nur die Ausgangsbasis für den Einstieg in die Herstellung von synthetischem Benzin, sondern war für die Verhüttung von Erzen als Selbstversorgung der eigenen Stahl- und Eisenwerke von strategischer Bedeutung. 1933 kauften die Mitteldeutschen Stahlwerke die Allgemeine Transportanlagen-Gesellschaft (ATG), die nach dem Ersten Weltkrieg aus den Deutschen Flugzeug-Werken hervorgegangen war. Damit war Flick für das aufkommende Rüstungsgeschäft mit den Nationalsozialisten positioniert.
Flick war Mitglied des konservativen Deutschen Herrenklubs. 1934 wurden die Mitteldeutschen Stahlwerke Pflichtmitglied in der „Pflichtgemeinschaft in der Braunkohlenwirtschaft“ und damit Gründungsunternehmen der BRABAG. Ab Mitte der 1930er Jahre besaß Flick eine dominierende Position im Mitteldeutschen Braunkohlen-Syndikat.
Nach 1933 konzentrierte er die Spenden, rund 100.000 Reichsmark im Jahr, auf die NSDAP. Nach Ablauf der vierjährigen Mitglieder-Aufnahmesperre der NSDAP trat er der Partei zum 1. Mai 1937 bei (Mitgliedsnummer 5.918.393). In einer parteistatistischen Erhebung der NSDAP vom Juli 1939 wurden folgende Mitgliedschaften von Friedrich Flick in weiteren Gliederungen, Vereinen und Verbänden angegeben: NSKK, DAF, NSV, Reichsluftschutzbund, Deutsche Jägerschaft. Flicks Mitgliedschaft im Wirtschaftsrat und im Ehrenrat der Akademie für Deutsches Recht ist durch eine Mitgliedskarte im Bundesarchiv in Berlin belegt. 1934 oder 1935 wurde er Mitglied im etwa 40-köpfigen Freundeskreis Reichsführer SS.
Am 16. Februar 1933 wurde er zusammen mit anderen Spitzenvertretern der deutschen Industrie zum Geheimtreffen vom 20. Februar 1933 mit dem neuen Reichskanzler Adolf Hitler eingeladen. Hitler wollte den Anwesenden die Grundsätze seiner Politik erläutern und gleichzeitig Bedenken gegen ihn aus dem Weg räumen. So war er sehr darum bemüht, das Image des Bierzelt-Agitators abzulegen und versicherte den Wirtschaftsvertretern, entgegen nur propagandistisch gemeinten Enteignungsankündigungen würden die Eigentumsverhältnisse in der Wirtschaft unangetastet bleiben.
Nachdem den Nationalsozialisten und ihren Verbündeten durch das Ermächtigungsgesetz vom 24. März 1933 die Macht übertragen worden war (Kabinett Hitler aus NSDAP, DNVP und Stahlhelm), schickte Flick im April des Jahres 1933 den Aufsichtsratsvorsitzenden der Mitteldeutschen Stahlwerke, Heinrich Koppenberg, in das Reichsluftfahrtministerium. Dort wurden ihm größere Aufträge in Aussicht gestellt. Im Dezember war der Aufbau der Luftwaffe beschlossene Sache, und die dem Konzern gehörende ATG erhielt die ersten Aufträge für den Bau von Flugzeugen. Es folgte im März 1934 ein Auftrag für die Herstellung von Bomben, Granaten und Munition. Am 15. März desselben Jahres besuchte Friedrich Flick den Stabschef des Heereswaffenamtes, Georg Thomas.

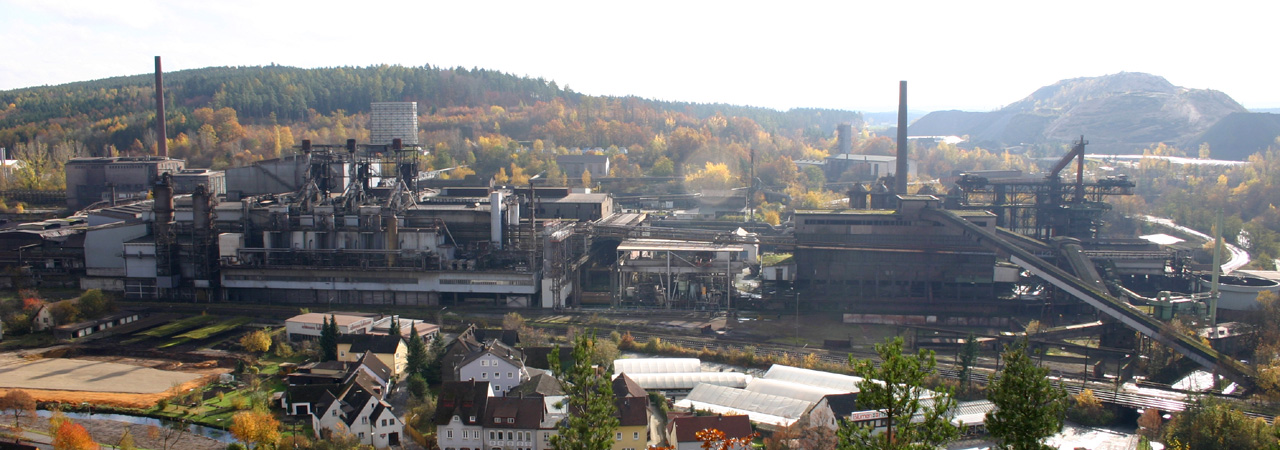
Die ehemalige Maxhütte in Sulzbach-Rosenberg, 2004

Im Januar 1934 erhielt Friedrich Flick den Aufsichtsratsposten der Harpener Bergbau AG. Nach Erwerb dieser AG war der Konzern in der Lage, Werke mit ausreichend eigener Kohle zu versorgen. 1934 wurde die Siegener Eisenindustrie AG in die Firmen Mittelstahl, Maxhütte und Harpener Bergbau AG überführt. 1937 wandelte er die Siegener Eisenindustrie AG in die Friedrich Flick KG um. Dies bedeutete, dass an der Spitze kein Vorstand einer AG, sondern eine Personengesellschaft stand, die zu 95 Prozent Eigentum der Familie Flick war.

#### Teilhabe an der Enteignung jüdischer Unternehmen
Bereits 1934 verfolgten das Preußische Innenministerium, Wilhelm Keppler und Heinrich Himmler das Ziel, das Waffenwerk Simson dem jüdischen Eigentümer zu nehmen, um es in „deutschblütige“ Hände zu überführen. Der Verhandlungsführer des Übernahmeinteressenten Flick, Otto Steinbrinck, war zu dieser Zeit nur an einer juristisch einwandfreien Überführung in das Eigentum Flicks interessiert, denn es gab damals keine gesetzliche Grundlage für Enteignungen. Deshalb wurde durch die Thüringer Gauleitung (unter Federführung von Gauleiter Fritz Sauckel) so lange politischer Druck auf den jüdischen Eigentümer Simson erzeugt, bis dieser einem Verkauf zustimmte. Die einer Enteignung gleichkommende Übernahme vollzog der Staat. Flick erreichte auf diesem Weg, dass er nicht als potentieller Käufer von Simson auftrat bzw. diesen zum Verkauf genötigt hatte.
Ein weiteres Beispiel für die von der nationalsozialistischen Politik so genannten Arisierungen in diesem von Flick geprägten Stil war die Übernahme des Essener Bankhauses Hirschland 1938, wobei die Essener Gauleitung den Verkaufsdruck ausübte und die Essener Steinkohlenwerke Aktienanteile übernahmen, während Flick seinerseits den Steinkohlenwerken den erforderlichen Kredit zum Kaufabschluss gewährte, also wiederum nur indirekt mit den Geschehnissen in Verbindung gebracht werden konnte.
Aufgrund dieser Anfangserfahrungen mit der Übernahme jüdischer Unternehmen in kleinerem Maßstab durch den Flick-Konzern arbeitete 1938 Hugo Dietrich, der Jurist des Flick-Konzerns, die Verordnung über den Einsatz des jüdischen Vermögens vom 3. Dezember 1938 für die Nationalsozialisten aus, mit deren Hilfe die Enteignung im großen Stil legalisiert wurde. Die Friedrich Flick KG profitierte anschließend an der Enteignung der Hochofenwerke Lübeck AG (s. u.) und der Betriebe der Aussiger Petscheks, womit er seine Interessen stärken und seinen Besitz erheblich erweitern konnte. Von den Prager Petscheks hatte Flick bereits im Mai 1938 die Anhaltischen Kohlenwerke und die Werschen-Weißenfelser Braunkohlen AG günstig erworben.
Die guten Kontakte zu Hermann Göring trugen dazu bei, dass Flick stärker als mancher seiner Konkurrenten von der Enteignung der jüdischen Minderheit profitierte. Als einziger deutscher Industrieller unterstützte er die Pläne zum Aufbau der Reichswerke Hermann Göring in Salzgitter. Er lieferte im Gegensatz zu den Unternehmen von Rhein und Ruhr Steinkohle an die konkurrierenden Hermann-Göring-Werke. Dafür erhielt er die schriftliche Zusage, dass er bei „Arisierungen“ begünstigt werde.
Flick war schon vor dem Dritten Reich an der Hochofenwerke Lübeck AG der jüdischen Familie Hahn und an der damit verbundenen Erzimportfirma Rawack & Grünfeld AG der jüdischen Familie Eisner interessiert gewesen. Beide Familien hielten 80 Prozent der Aktienanteile der Hochofenwerke Lübeck, die hochwertiges Roheisen herstellte. Bereits 1927 versuchte Flick durch zweifelhafte Aktiengeschäfte vergeblich eine Übernahme. 1937 erwirkte er zusammen mit dem Heereswaffenamt, dass die Firma für den Preis von 3,4 Millionen Reichsmark von ihm übernommen werden konnte. Drei Jahre zuvor hatte der Aktienwert noch 14,3 Millionen betragen.

#### Besetzte Gebiete
- Im besetzten Polen wollte Flick die Bismarckhütte in Kattowitz, die sich früher in seinem Besitz befunden hatte, nach der Besetzung Polens als Treuhänder übernehmen. Dieses Werk schlug die Reichsregierung allerdings dem Krupp-Konzern zu.[26]
- Nach langen Verhandlungen mit der Reichsregierung über die Aufteilung der Stahlunternehmen in der besetzten Ukraine, in denen vor allem die Hermann-Göring-Werke berücksichtigt wurden, konnte im Januar 1943 die Dnjepr-Stahl-GmbH neu gegründet werden, wobei die Flick KG und die Reichswerke Hermann Göring je zur Hälfte am Kapital beteiligt waren. Das Werk musste aufgrund der Kriegslage nach kurzer Zeit nach Oderberg in Oberschlesien verlagert werden.
- Ebenso wenig erfolgreich war die beabsichtigte Expansion im Baltikum in der Firma Vairog, die Eisenbahnwaggons und Lafetten produzieren sollte.[27]
- Im besetzten Westen war der Flick-Konzern betriebswirtschaftlich erfolgreicher. Nach der Besetzung Frankreichs im Juni 1940 konzentrierte sich Flick auf die Rombacher Hüttenwerke, die Karl Raabe durch einen früheren Aufenthalt in Frankreich kannte, und wurde am 1. März 1941 als Treuhänder eingesetzt. Rombach brachte Flick einen bedeutenden Kapazitätszuwachs. Das Werk wurde am 31. August 1944 vor den Alliierten geräumt.[28]

Insgesamt konnte Flick seinen Firmenanteil nicht wesentlich in den eroberten Gebieten, bis auf Lothringen, mit Erfolg erweitern. Dennoch boten die Firmen in den besetzten Gebieten für Flick eine Basis für seine in Deutschland erweiterte Kapazitätsausweitung durch die erfolgten Firmenkäufe und -erweiterungen. Erstmals zog die Flick KG in der Stahlproduktion im Jahre 1941 mit seinem Konkurrenten Krupp gleich, dies war vor allem durch das Produktionsvolumen im Rombacher Hüttenwerk möglich geworden.

#### Zwangsarbeit
Im Verlauf des Krieges stieg der Anteil der Zwangsarbeiter stetig an. Innerhalb des Flick-Konzerns waren im Kriegsjahr 1944 insgesamt zirka 130.000 Arbeitnehmer tätig und davon waren etwa die Hälfte als Zwangsarbeiter und KZ-Häftlinge beschäftigt und wurden ausgebeutet. Nach Einbezug der Fluktuation unter den Zwangsarbeitern dürften 80.000 – 100.000 beschäftigt gewesen sein.
Anfänglich bestand, wie bei anderen Unternehmungen, aus verschiedenen Gründen weniger Interesse an der Beschäftigung ausländischer Arbeitnehmer. Dies änderte sich im Verlauf des Krieges durch den entstehenden Arbeitskräftemangel ab Ende 1939/40. Der Anteil ausländischer Arbeiter stieg laufend an. Besonders in den Unternehmungen, die Rüstungsgüter herstellten oder im Kohleabbau tätig waren, war der Anteil der Zwangsarbeiter ab 1942 besonders hoch und bereits im November 1943 erreichte die Maxhütte der Flick KG einen Anteil von 44 Prozent. Während des Zweiten Weltkriegs wurden in den zahlreichen Betrieben Flicks zehntausende Zwangsarbeiter vor allem aus Osteuropa und Sklavenarbeiter aus Konzentrationslagern eingesetzt (darunter Ignatz Bubis). Schätzungen gehen von über 10.000 Opfern aus, die in diesen Jahren mit Unterernährung und brutaler Behandlung zu Tode geschunden wurden. Die Bedingungen hier waren äußerst schlecht und die Behandlungen sehr brutal. Selbst die Behörden wiesen auf diese besonders unmenschlichen Bedingungen hin. So schrieb eine staatliche Untersuchungskommission im Dezember 1942 nach einer Besichtigung der Essener Steinkohle AG: „Die Ostarbeiter sind gegenwärtig in Baracken für Kriegsgefangene mit schwerstem Stacheldraht und vergitterten Fenster untergebracht. Entwesung mangelhaft. Viel Ungeziefer. Strohmatratzen mussten entfernt werden, daher Schlafen nur auf Drahtmatratzen. Zuweilen Prügel. Lohnfrage ungeklärt. Essen nicht besonders.“
Seit 1938 war Flick Wehrwirtschaftsführer. Zudem gelangte er in einigen Großbetrieben der Kohle-, Eisen- und Stahlindustrie in die Aufsichtsräte und Verwaltungsvorstände. Er war Mitglied im vierköpfigen Verwaltungsrat der Berg- und Hüttenwerke Ost (BHO), einer staatlich-privaten Monopolgesellschaft, die in den besetzten Gebieten der Sowjetunion die systematische Ausschlachtung der Rohstoffvorkommen und die Aufnahme einer gewaltigen Kriegsproduktion mit erbeuteten Produktionsmitteln zu organisieren hatte.
Friedrich Flick war einer der größten Profiteure des von den Nationalsozialisten eingeleiteten Rüstungsbooms und der anschließenden Kriegskonjunktur. Das Konzernvermögen erhöhte sich im Zeitraum von 1933 bis 1943 von 225 Millionen auf 953 Millionen Reichsmark. Die Flick KG wuchs im Laufe des Zweiten Weltkriegs auf 132 Gesellschaften mit einem Jahresumsatz von 550 Millionen Reichsmark an. Sein privates Vermögen wurde auf rund zwei bis drei Milliarden Reichsmark geschätzt.

## Nach dem Zusammenbruch des Nationalsozialismus

### Entnazifizierung und Dekartellierung
Als sich das Ende des Krieges abzeichnete, versuchte Flick, der die Nr. 3 auf der Liste des Kilgore Committee der 42 an den NS-Verbrechen am meisten schuldigen Industriellen war, sich auf die Folgen vorzubereiten. Seinen Söhnen Otto-Ernst und Friedrich Karl, die bereits 1941 die Mehrheit des Flick-Konzern hielten, stockte Flick mit der Änderung des Gesellschaftsvertrags am 20. März 1944 den Anteil bis auf 90 Prozent auf. Noch in den letzten Kriegstagen verlegte er die Konzernzentrale von Berlin in den von den Westalliierten kontrollierten Teil Deutschlands nach Düsseldorf, verlagerte die Zentralakten in den Westen und ließ belastende Akten in großen Mengen vernichten. Um darüber hinwegzutäuschen, wie tief er in den Nationalsozialismus involviert war, ließ er bereits ab 1944 die Spendenquittungen für die demokratischen Weimarer Parteien sammeln. Am 8. Mai 1945 verschwand er auf seinen Landsitz, den Hof Sauersberg, in Wackersberg in Oberbayern. Diesen hatte Flick 1937 von Ignatz Nacher, dem Konzernchef und Mehrheitsaktionär der Engelhardt-Brauerei, dem damals zweitgrößten deutschen Brauereikonzern, „übernommen“. Dort wurde er am 13. Juni 1945 verhaftet und kam anschließend ins Internierungslager Dachau.

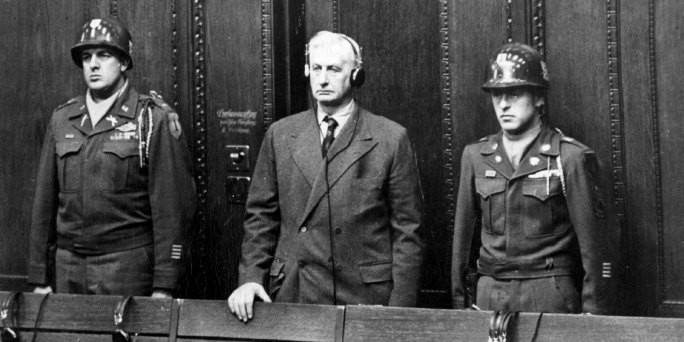
Friedrich Flick als Angeklagter während der Nürnberger Prozesse (1947)

 Nach dem Sieg der Alliierten verlor der Flick-Konzern etwa 75 Prozent seines industriellen Eigentums, das er in der Zeit des Nationalsozialismus besaß. Im Rahmen der Nürnberger Prozesse wurde Flick sowie fünf seiner Führungsleute in dem nach ihm benannten „Flick-Prozess“ angeklagt. Mithilfe seines Rechtsanwaltes Rudolf Dix stellten Flick und auch die Mitangeklagten sich als Leidtragende des NS-Systems dar. Flick wurde am 22. Dezember 1947 wegen Sklavenarbeit, Verschleppung zur Sklavenarbeit, Ausplünderung der besetzten Gebiete und Teilnahme an Verbrechen der SS zu sieben Jahren Haft verurteilt. Aufgrund der glimpflichen Verurteilung und der vorzeitigen Entlassungen im Rahmen der allgemeinen Begnadigungswelle unter dem amerikanischen Hochkommissar John J. McCloy hatten die Verurteilten Zeit, nach der Haft im Kriegsverbrechergefängnis Landsberg die Neuordnung des früheren Flick-Besitzes vorzunehmen. Nachdem Flick schon im Frühjahr 1950 entlassen wurde, flüchtete er sich in eine Opferrolle.
Die Alliierten hatten in der letzten Kriegskonferenz in Potsdam im August 1945 beschlossen, eine Entnazifizierung und Dekartellierung vorzunehmen, die sich vor allem gegen die Montanunternehmen richtete, um die Rüstungsindustrie zu zerschlagen. Dies sahen die Zonengesetze der Briten und Amerikaner in der Präambel 75 und die Nachfolgeregelung Nr. 27 des Gesetzes zur Umgestaltung des Deutschen Kohlenbergbaus und der deutschen Stahl- und Eisenindustrie vor.
Die Konzernführung argumentierte, dass der Flick-Konzern keine mächtige Wirtschaftsmacht war, keine Gefahr für Frieden und für Marktfreiheit darstelle, und Flick und der Führungsstab hätten die Nationalsozialisten in keiner Weise unterstützt. Dabei wies die Führungsriege auf das milde Urteil von Friedrich Flick hin, und da Flick inhaftiert war, führte Konrad Kaletsch ab 1948 die Verhandlungen mit den Alliierten. Als die amerikanischen Behörden die Liquidierungsplanung der Friedrich Flick KG fertiggestellt hatten, intervenierte Kaletsch bei der Bundesregierung erfolgreich. 1952 wurde eine Einigung erzielt, die lediglich den Verkauf der Steinkohlegesellschaften vorsah, und dies innerhalb von fünf Jahren zu üblichen Marktpreisen. Die Eisen- und Stahlwerke blieben voll in der Verfügungsgewalt der Flick KG, und die Entflechtungsmaßnahmen erbrachten liquide Geldmittel in Höhe von insgesamt einer Viertelmilliarde DM.
Nach der Entflechtung hatte der Flick-Konzern nahezu alle Verfügungsrechte seines westdeutschen Besitzes gewahrt, und der Aufstieg zu einem der größten Nachkriegskonzerne war vorgezeichnet.

### Rückforderungsansprüche
Nachdem die Entflechtung im Sinne des Konzerns geregelt war, mussten die Rückerstattungsansprüche der enteigneten jüdischen Unternehmer befriedigt werden.
- Die Familie Hahn und Eisner, die früheren Besitzer der Hochofenwerke Lübeck, wurden nach einer Restitutionsforderung von Aktien im Wert von etwa 1,6 Millionen DM in Form von Aktien befriedigt, was hinsichtlich ihres früheren Einflusses eine unbedeutende Minderheitsbeteiligung war.[36]
- Nach langen rechtlichen Auseinandersetzungen erfolgte 1957 eine Einigung mit Familienangehörigen der Prager Petscheks. Sie erhielten Aktienanteile der Anhaltischen Kohlenwerke zurück sowie Aktien im Nominalwert von 2,5 Millionen DM an der Salzdetfurth AG, die sich noch im Besitz der Restverwaltung der Anhaltischen Kohlenwerke befanden.[37]
- Die Befriedung der Restitutionsansprüche der Aussiger Petschek-Erben war schwieriger, da hier ein Ausgleich zwischen drei Parteien gefunden werden musste. Ihr enteigneter Besitz wurde 1939 zunächst den staatlichen Reichswerken Hermann Göring zugeschlagen. Hiervon erwarben die Anhaltischen Kohlenwerke 1940 nach einem Bieterverfahren Aktienanteile von Gruben im Geiseltal und Oberschlesien sowie die Aktienmehrheit an der Eintracht Braunkohlenwerke und Brikettfabriken AG in Welzow. Letztlich erhielten die Aussiger Petscheks über den Bund, als Rechtsnachfolger der „Reichswerke“, ebenfalls Stammaktien der Anhaltischen Kohlenwerke sowie einen in der Gesamtsumme nicht veröffentlichten finanziellen Ausgleich.[38]

Im Ergebnis dieser Verhandlungen waren die früheren jüdischen Besitzer großer und bedeutsamer Konzerne der Vorkriegszeit in ihrem Einfluss auf das Wirtschaftsgeschehen, im Vergleich zu früher, bedeutungslos geworden und der Flick-Konzern hatte mit diesen Vergleichslösungen kein Schuldgeständnis seiner Verflechtung mit dem NS-Regime und Erpressung der ehemaligen Besitzer gegeben. Im Gegenteil: Der Konzern konnte mit dem Überschuss an Barmitteln aus dem Ignaz-Petschek-Vergleich seine Zukunft zu Beginn der 1960er Jahre weiter wirtschaftlich gestalten.
Ein weiterer bedeutsamer Aspekt dieser erzielten Vergleichsregelungen im Sinne von Flick war, dass die Entschädigung der jüdischen Zwangsarbeiter durch den Flick-Konzern mit dem Hinweis auf die erfolgten Vergleiche stets mit dem Argument zurückgewiesen wurde, dass keinerlei Schuldeingeständnis vorliege.

## Wiederaufstieg
Friedrich Flick war in den 1950er Jahren wieder einer der reichsten Männer Westdeutschlands geworden. Er wurde bald zum größten Aktionär bei Daimler-Benz und hatte Beteiligungen bei der Feldmühle, Dynamit Nobel, Buderus und Krauss-Maffei. 1955 besaß er wieder 100 Firmen mit einem Umsatz von rund 8 Milliarden DM. Sein persönliches Vermögen war wieder auf 88 Millionen DM angewachsen. Bis Ende der 1960er Jahre wurde Flick unumstritten der reichste Mann Deutschlands. Zu Beginn der 1960er Jahre bestimmte er seinen jüngsten Sohn Friedrich Karl zu seinem Nachfolger. Der älteste Sohn Otto Ernst klagte erfolglos dagegen und schied schließlich 1966 aus der Unternehmensführung aus. Nachdem in jenem Jahr auch seine Frau Marie gestorben war, zog sich Flick wegen einer Bronchialerkrankung nach Konstanz zurück. Dort lebte er abwechselnd im Steigenberger Inselhotel auf der Dominikanerinsel und im Schloss Ebersberg im benachbarten Kreuzlingen (Kanton Thurgau, Schweiz).
1963 wurde ihm das Große Bundesverdienstkreuz mit Stern und Schulterband verliehen. Die enge Verquickung von Politik und Wirtschaft beleuchtet der im Spätherbst 1974 erschienene Tatsachenroman Großes Bundesverdienstkreuz von Bernt Engelmann.
Als er am 20. Juli 1972 in Konstanz starb, hinterließ er seinem Sohn und seinen beiden Enkeln Gert-Rudolf Flick und Friedrich Christian Flick einen Konzern mit 330 Unternehmen, rund 300.000 Beschäftigten und einem Jahresumsatz von circa 18 Milliarden DM. Flick wurde in seiner Geburtsstadt Kreuztal beerdigt. Dort steht auch noch sein Geburtshaus, das nach dem Tod von Friedrich Karl Flick von seinen Erben am 4. April 2007 an die Kreuztaler Stiftung Diakoniestation verkauft wurde.
Als im Jahre 1981 der Flick-Konzern eine Steuerermäßigung in Höhe von knapp 1 Milliarde DM beim Bundeswirtschaftsministerium beantragte und er eine Genehmigung erhielt, fanden Steuerfahnder heraus, dass der Flick-Konzern an Politiker aller im Bundestag vertretenen Parteien Zahlungen geleistet hatte. Es kam zur sogenannten Flick-Affäre und in einem Prozess wegen Bestechlichkeit vor dem Landgericht Bonn wurden Hans Friderichs, Otto Graf Lambsdorff (beide Wirtschaftsminister der FDP) zu Geldstrafen und Eberhard von Brauchitsch zu einer Bewährungsstrafe verurteilt.
Aufsehen erregte in den 1980er Jahren ein Artikel des Nachrichtenmagazins Der Spiegel, der von Kreuztal als der gekauften Stadt sprach. In seiner Heimatstadt Kreuztal war er zu Lebzeiten zum Ehrenbürger ernannt worden. Zudem war bis 2008 das dortige städtische Gymnasium nach ihm benannt („Friedrich-Flick-Gymnasium“), welches er mit 3 Millionen DM über eine Stiftung teilweise finanzierte. Nachdem im April 2008 ehemalige Schüler eine Initiative gegründet hatten, um eine Debatte über den Namen der Schule anzustoßen, wurde das Gymnasium am 6. November 2008 durch Ratsbeschluss in „Städtisches Gymnasium Kreuztal“ umbenannt.
In mehreren deutschen Kommunen, darunter im siegerländischen Burbach und im oberpfälzischen Teublitz, sind Straßen nach ihm benannt. Der Rat der Stadt Maxhütte-Haidhof hat eine Umbenennung der dortigen Friedrich-Flick-Straße am 12. Juni 2009 einstimmig mit 24 zu 0 Stimmen abgelehnt. Die CSU-Fraktion im Rat führte als Begründung an, die Bevölkerung sähe bei Flick »zu Recht die positiven Dinge«. Die SPD-Fraktion meinte, »Kein Ortsansässiger hat etwas gegen den Namen, und deshalb soll er auch bleiben«. Bürger anderer Meinung formierten sich in der Projektgruppe „Zwangsarbeit“. In Rosenberg sind das dortige Stadion des ehemaligen Landesligavereins TuS Rosenberg, das Dr.-Friedrich-Flick-Stadion, und ein Park nach ihm benannt. Das Stadion wurde im Jahr 2012 umbenannt.

## Film
- Flick. Teil 1: Der Aufstieg. Teil 2: Das Erbe. Fernseh-Dokumentation und Doku-Drama, Deutschland, 2010, 90 Min., Buch und Regie: Thomas Fischer, Produktion: arte, SWR, Erstsendung: 26. Mai 2010, Film-Dossier bei arte mit Video-Ausschnitten, Besprechung